# Лопушниця
Лопу́шниця — село в Україні, у Хирівській міській громаді Самбірського району Львівської області. Орган місцевого самоврядування — Хирівська міська рада. Населення становить 506 осіб.

## Розташування
Село тягнеться на кілька кілометрів з південного сходу на північний захід уздовж річки Катинка (притока Стривігору). Північно-західний кінець Лопушниці прилягає до села Катина, південно-східний — до Старяви. На захід від села до 1950 року лежало село Лопушанка. Від Лопушниці до найближчого міста, Хирова, 11 км.
Лопушниця майже з усіх боків оточена лісами. З північного боку розташоване урочище Вовча Яма, з вершиною 614 м, а також іншими вершинами — 539 м, 507 м, 521 м. На південь від села розташована гора Воронів (565 м).
2001 року тут мешкало 506 осіб.
Лопушниця разом з сусідніми селами Катина та Мігово належить до найзахідніших сіл Львівської області; за кілька кілометрів на захід від села проходить польсько-український кордон.

## Історія
До 1772 року село знаходилося в Перемишльській землі Руського воєводства.
У 1772—1918 роках село перебувало у складі Австро-Угорської монархії, у провінції Королівство Галичини та Володимирії. У 1851 році зведена мурована церква святої Вмч. Параскевії, була парафіяльною, належала до Устрицького деканату1850-1871 Перемишльської єпархії УГКЦ. о. Володислав Папп служив парохом Лопушниці від 1850 року й до самої смерті у 1871 році.
З 1880 році входило до Добромильського повіту, у селі налічувалось 461 мешканець (греко-католики, за винятком кількох римо-католиків).
У 1919—1939 роках входило до ґміни Стажава Добромильського повіту Львівського воєводства. В Лопушниці 1928 року мешкало 637 осіб, серед яких 19 римо-католиків, 29 євреїв, а також 76 школярів. На 1 січня 1939 року в селі мешкало 750 осіб, з них 700 українців-греко-католиків, 15 українців-римокатоликів, 10 поляків, 20 євреїв та 5 німців
З 1940 року село належало до Хирівського району Дрогобицької області УРСР.

## Населення

### Мова
Розподіл населення за рідною мовою за даними перепису 2001 року:
| Мова       | Кількість | Відсоток |
| ---------- | --------- | -------- |
| українська | 505       | 99.8%    |
| російська  | 1         | 0.2%     |
| Усього     | 506       | 100%     |

## Відомі люди
- Лаврівський Іван Андрійович — український композитор, диригент, священик, парох села.